# 멜리야성
멜리야성(Melilla la Vieja)은 스페인의 북아프리카 해안에 있는 플라자 데 소베라니아 중 하나인 멜리야의 항구 바로 북쪽에 위치한 큰 요새의 이름이다. 16세기와 17세기에 건설된 요새의 대부분은 최근 몇 년 동안 복원되었다.
이 요새에는 멜리야에서 가장 중요한 역사 유적지가 많이 있는데, 그 중에는 고고학 박물관, 군사 박물관, 컨셉션 교회, 그리고 페니키아 시대부터 사용되어 온 콘벤티코 동굴 과 같은 일련의 동굴과 터널이 있다.

## 참고문헌
- Hardy, P., Vorhees, M. 및 Edsall, H. (2005). 모로코 가죽. 빅토리아주 풋스크레이: 론리플래닛.